# 內灣派出所
內灣派出所，是位於臺灣新竹縣橫山鄉內灣村的一處警政建築，目前已登錄為新竹縣歷史建築。

## 沿革
日治初期，因維持內灣地區漢人與原住民交界地區治安，日人於1897年設立內灣警察分署，並於1907年6月於興建內灣派出所，後曾於1921年改名南河派出所和，直至1938年12月，南河派出所遷建於內灣村制高點以方便控管整村安全，該建築物則為今日所保存者。
戰後時期，派出所建築物原隸屬新竹縣警察局橫山分局內灣派出所管轄，廳舍建築因而成新竹縣極少數仍保留完整的日式派出所，2006年，新竹縣文化局在文化資產審議委員會會議決議登內灣派出所錄為歷史建築，後於2021年派出所單位轉移新辦公廳舍後，原建築則轉交由新竹縣政府文化局管理。預計將啟動修復與活化工作，然而最終因缺乏經費而暫時擱置。
2022年5月，因風災及建築物年久失修因素，派出所屋頂結構發生坍塌，導致主結構局部毀損。目前以緊急處置以鋪設帆布。

## 建築設計
內灣派出所建築為磚造為基底的木造和式建築，屋頂為寄棟造，覆以日式文化瓦，入口上方設有唐破风造型。其門前則種有桂花樹。